# 瑪麗亞·諾沃洛茨卡婭
瑪麗亞·諾沃洛茨卡婭（俄语：Мария Новолодская，1999年7月28日—），俄羅斯單車運動員，她代表俄羅斯奧林匹克委員會隊參加了日本舉行的2020年夏季奧林匹克運動會，並且在女子麥迪遜賽上獲得銅牌。